# Barbanera
Barbanera é um famoso almanaque italiano, impresso pela primeira vez em 1762 ainda publicado uma vez por ano.

## Conteúdos
Desde as primeiras edições, o Barbanera é publicado paralelamente sob a forma de calendário lunar de parede e almanaque de bolso. Tradicionalmente propõe, além do calendário do ano em curso, previsões meteorológicas e indicações das fases lunares, as efemérides, curiosidades, provérbios, dicas para o verde, para o bem-estar e para a vida doméstica.
Todos os conteúdos são inspirados pela figura de um astrônomo lendário, Barbanera, representado em diferentes edições com uma longa barba preta.

## O sucesso com o decorrer do tempo
Devido à sua popularidade, Barbanera é indicado pelos dicionários italianos mais importantes como sinónimo de almanaque.  Indispensável guia do tempo religioso e civil para muitas gerações de italianos, ao longo dos séculos desempenhou a função de divulgação do conhecimento técnico de agricultura.
 Gabriele D’Annunzio o define “a flor dos tempos e o conhecimento das nações” .

## Barbanera na Memória do Mundo Unesco
Através da coleção de almanaques conservada na Fondazione Barbanera 1762, desde 2015 Barbanera entrou para o património documental da humanidade declarado pela Unesco no Registo da Memória do Mundo como “símbolo de um género literário que ajudou a criar as culturas de massa e a fazer a identidade da herança de nações inteiras, até o evento de formas mais modernas de comunicação de massa”.